# سندرم تترا-آمیلیا
سندرم تترا-آمیلیا (انگلیسی: Tetra-amelia syndrome) که با نام «تتراآمیلیای اتوزومال مغلوب» هم شناخته می‌شود، یک بیماری بسیار نادر مادرزادی است که نحوهٔ توارث آن به‌صورت اتوزومال مغلوب است و طی آن، نوزاد بدون دست و پا به‌دنیا می‌آید. سایر قسمت‌های بدن هم ممکن است دچار ناهنجاری‌هایی باشند، از جمله جمجمه، صورت، اندام‌های تناسلی، مقعد و لگن خاصره. این بیماری در اثر جهش در ژن WNT3 رخ می‌دهد که بر روی بازوی بلندِ کروموزوم ۱۷ واقع است.کلمه تترا در زبان یونانی به معنی چهار میباشد که در اینجا منظور دو دست و دو پا می باشد.
بر پایه پژوهشی که در سال ۲۰۱۱ انجام شد، احتمال بروز این عارضهٔ ژنتیکی، در حدودِ ۱ در هر ۷۱۰۰۰ حاملگی است.